# Simona Cocozza
Simona Cocozza (Napoli, 1976) è una regista, sceneggiatrice e montatrice italiana.

## Biografia
Si laurea al DAMS, con una tesi sperimentale in Storia e Critica del Cinema Italiano, e nel 2003 scrive e dirige il suo primo cortometraggio dal titolo Fresca di bucato, presentato e premiato a vari festival internazionali. 
Nel 2009 firma il suo primo lungometraggio documentario insieme a Maria Martinelli: Over the Rainbow, il primo documentario che tratta il tema dell'omogenitorialità in Italia. Il documentario è così recensito dal Morandini: «il film analizza con puntiglio le loro difficoltà nel contesto sociale italiano». L'opera, che viene presentata per DOC3 su Rai 3 e in seguito anche su Sky, distribuita nelle sale d'essai di tutto il territorio nazionale, è stata anche oggetto di una proiezione straordinaria presso il Senato della Repubblica per l'importanza della tematica affrontata.
Come documentarista, Cocozza è tra i primi a trattare temi d'attualità, oltre al già citato Over the Rainbow, con i documentari Our Daily Bad e Ritorno a Terzigno 2010/2017, girati nel 2011 e 2017 nella Terra dei Fuochi, insieme alla giornalista Vittoria Iacovella. 
Come regista televisiva firma la regia delle prime 3 stagioni di Sconosciuti - La nostra personale ricerca della felicità, il format documentario dell'access prime time di Rai 3 prodotto da Simona Ercolani per Stand by Me, cui seguono diverse altre regie di programmi televisivi, seriali e non. 
Le opere dirette dalla Cocozza, delle quali spesso firma anche sceneggiatura, riprese e montaggio, sono premiate in numerosi festival internazionali e trasmesse sulle principali reti nazionali. Nel 2020 realizza From the Sidelines, documentario sulla XXX Universiade di Napoli. Come autrice sia di fiction che non-fiction, Cocozza affronta spesso tematiche di rilevanza sociale, infatti collabora anche con le più importanti ONG italiane e mondiali in veste di filmmaker, tra cui Greenpeace, Amnesty International, Medici senza frontiere, Refugees Welcome Italy, Change.org.
Simona Cocozza ha ottenuto numerosi riconoscimenti anche con la commedia. In zona Cesarini, cortometraggio selezionato non solo in diversi festival internazionali come Italian Contemporary Film Festival a Toronto, Los Angeles, Italia-Film, Fashion and Art Festival, Italian Film & Art Festival a Seul, tra gli altri, ma anche per l'edizione zero della Giornata Mondiale del Cinema Italiano.
Il suo documentario Rumore - Human Vibes, su musica e diritti umani, prodotto da FlickTales, Amnesty International Italia, Giallomare Film in collaborazione con Voci per la Libertà, viene presentato in anteprima assoluta al Bari International Film Festival nel marzo 2023.
Nella primavera del 2023 dirige il primo lungometraggio di finzione, la commedia romantica Sottocoperta, con Maria Pia Calzone e Antonio Folletto. Prodotto da Minerva Pictures, TILE Storytellers, Bronx Film e FlickTales, con il contributo del MIC Direzione Cinema e Film Commission Regione Campania, il film è stato scritto da Cocozza insieme a Samantha Cito e vince il premio Ferzetti al Bif&st di Bari con Antonio Folletto miglior attore protagonista, dal dicembre 2024 distribuito su Amazon Prime Video.

## Filmografia

### Cinema
- Fresca di bucato - cortometraggio (2003)
- Perduta mente - cortometraggio (2003)
- Vittima della storia - cortometraggio (2006)
- Dammi il tuo amore - cortometraggio (2007)
- Over the Rainbow - Oltre L'arcobaleno - documentario (2009)
- I 5 buoni propositi del lunedì - cortometraggio documentario (2011)
- Morte di un capitone napoletano - cortometraggio documentario (2011)
- Princess of Oriental Dance - cortometraggio (2013)
- The Barefoot Princess, co-regia con Samantha Cito (2013)
- Oltre il confino - cortometraggio documentario (2015)
- In zona Cesarini - cortometraggio (2018)
- From the Sidelines - cortometraggio (2020)
- Rumore - Human Vibes - documentario (2023)
- Sottocoperta (2024)

### Televisione
- Donne - Storie che ispirano
- Made in Napoli
- La macchina della verità
- Dottori in corsia - regia seconda unità
- I ragazzi del Bambino Gesù - regia seconda unità
- Ritorno a Terzigno 2010/2017
- Ho sposato un gigante
- Sconosciuti - La nostra personale ricerca della felicità
- Our Daily Bad - Il nostro male quotidiano
- Eco Economy